# Robert Tondera
Robert Władysław Tondera (ur. 21 kwietnia 1965 w Warszawie) – polski aktor teatralny, filmowy, telewizyjny i dubbingowy.

## Życiorys
W 1989 roku ukończył studia na PWST w Warszawie. Od 1989 do 2007 roku występował w Teatrze Nowym w Warszawie (m.in. asystent dyr. Adama Hanuszkiewicza).
Od 1 listopada 2007 jest aktorem w Teatrze Rampa na warszawskim Targówku.
Jest reżyserem spektakli Cywilizacja Vivat! oraz Dziwnaki i Święto Lasu w Teatrze Nowym i współautorem tomiku „Niekompatybilni”. Jest autorem książki dla najmłodszych Dziwnaki i Święto Lasu i scenariusza teatralnego Cywilizacja Vivat!.
Od 2020 roku zbiera wiersze polskich poetów z całego świata.
Jest członkiem Klubu Rotary Warszawa-Józefów, ZZAP, ZASP i ZAiKS.

## Filmografia
- 1990: Dziewczyna z Mazur – Stefan Kabak, chłopak Marty
- 1995: Archiwista
- 1995: Ekstradycja – policjant odbierający Novotnego od Halskiego
- 1999: Trzy szalone zera – dyrektor ubezpieczeń
- 1999: O największej kłótni
- 2000: 13 posterunek 2
- 2000: M jak miłość – mecenas Krauze, adwokat „Złotego”
- 2000–2007: Plebania – ksiądz Mundek
- 2003: Na Wspólnej – Marcin Bielik
- 2007: Odwróceni – lekarz pogotowia (odc. 12)
- 2007: Wywiad – szef
- 2013: Lekarze – żołnierz (odc. 34 i 36)
- 2024: Ojciec Mateusz – Bogdan Wątorek, pasierb Witolda Paszke (odc. 401)

## Dubbing
- 2021: League of Legends
  - Mundo – Szaleniec z Zaun
- 2015: Minionki – Strażnik Korony
- 2015: Miraculum: Biedronka i Czarny Kot
- 2015: Star Butterfly kontra siły zła – Dyrektor Skeeves
- 2014: Transformers: Wiek zagłady –
  - Ratchet,
  - Leadfoot,
  - Różne głosy
- 2014: Kod Lyoko: Ewolucja – Jim
- 2013: Jeźdźcy smoków
- 2013: Max Steel – Miles Dredd
- 2012: Lorax
- 2012: Risen 2: Mroczne wody
- 2011: Wiedźmin 2: Zabójcy królów –
  - Harald Gord,
  - Silas,
  - strażnik,
  - Igo
- 2011: The Elder Scrolls V Skyrim  – Brynjolf
- 2011: Might & Magic Heroes VI –
  - archanioł Michał,
  - postacie poboczne
- 2011: Test Drive Unlimited 2 – fryzjer
- 2011: League of Legends – Nasus, the Curator of the Sands
- 2011: Abby i latająca szkoła wróżek
- 2011: Rango
- 2011: Liceum Avalon
- 2011: Killzone 3 – Tomas „Sev” Sevchenko
- 2010: Zakochany wilczek
- 2010: Megamocny
- 2010: Biała i Strzała podbijają kosmos
- 2010: Connor Heath: Szpieg stażysta
- 2010: Shrek Forever
- 2010: Dragon Age: Początek – Przebudzenie – Justynian
- 2010: Mania
- 2010: Bystre Oko
- 2010: Jak wytresować smoka
- 2009: King’s Bounty: Wojownicza Księżniczka – narrator
- 2009: Dragon Age: Początek
- 2009: The Infinite Quest – Dziesiąty Doktor
- 2009: Podniebny pościg – Dyrektor
- 2009: Bionicle: Odrodzenie legendy – Tarix
- 2009: Klopsiki i inne zjawiska pogodowe – Earl
- 2009: Infamous – John
- 2009: Killzone 2 – kapitan Jason Narville
- 2008: Kung Fu Panda
- 2008: Sam & Max: Sezon 1 – Moviefone
- 2007: Fineasz i Ferb – Lawrence Fletcher
- 2007: W pułapce czasu – Shingouz #2
- 2007: Wiedźmin –
  - Raymond Maarloeve,
  - Mikul,
  - Ren Grouver,
  - postacie poboczne
- 2007: ICarly –
  - Mr. Devlin (odc. 12,35),
  - Szef firmy Daka (odc. 18),
  - Reżyser (odc. 23),
  - Kucharz Pana Galiniego (odc. 33)
- 2007: Koń wodny: Legenda głębin – Kapitan Hamilton
- 2007: Most do Terabithii – Dyrektor Turner
- 2006: Gothic 3 –
  - asasyni,
  - głosy poboczne
- 2006: Power Rangers: Mistyczna moc – Koragg/Leanbow
- 2006: H2O – wystarczy kropla – Harrison Bennet
- 2006: Yin Yang Yo! –
  - Mistrz Nocy,
  - różne głosy
- 2006: Wiewiórek
- 2006: Brzydkie kaczątko i ja
- 2006: Skok przez płot
- 2006: Nowa szkoła króla – Flaco Moleguaco
- 2006–2008: Team Galaxy – kosmiczne przygody galaktycznej drużyny
- 2006: Kapitan Flamingo – Ojciec Mila
- 2006: Ōban Star Racers –
  - Avatar (odc. 23),
  - jeden ze starszych,
  - Flint,
  - Ceres
- 2006: Tony Hawk – wielka rozwałka – Tony Hawk
- 2006: Galactik Football – Artegor Nexus
- 2005: Rekin i Lava: Przygoda w 3D – Jeden z rekinów
- 2005: Strażackie opowieści – Krągły
- 2005: Harcerz Lazlo – Zgrzyt
- 2005: Jan Paweł II: Nie lękajcie się – Stanisław Starowiejski
- 2005: Karol. Człowiek, który został papieżem
- 2005: Wallace i Gromit: Klątwa królika
- 2005: A.T.O.M. Alpha Teens On Machines –
  - kierowca#1 (odc. 31),
  - dyrektor centrum handlowego (odc. 31),
  - Sebastian Manning (odc. 31),
  - lekarz (odc. 36),
  - Rayza (odc. 36, 38-39, 43, 46-48, 51),
  - Dragon (odc. 38, 44, 52),
  - Cyber Dragon (odc. 38),
  - Lars (odc. 39),
  - Hector (odc. 40),
  - lektor w reklamie (odc. 41),
  - komandor Jones (odc. 43),
  - Kip Hawkes (odc. 44),
  - pułkownik Steel (odc. 45, 51),
  - kelner (odc. 46),
  - kurier (odc. 48),
  - prowadzący Nakręconych obciachów (odc. 49),
  - mistrz Jo Lan (odc. 50)
- 2005: Ufolągi – Danko
- 2005: Magiczna karuzela – Zebedi
- 2004: Wybraniec smoka jako Moordryd Paynn
- 2004: Świnka Peppa (wersja TVP) – Świnka Tata
- 2004: Power Rangers Dino Grzmot – Doktor Tommy Oliver / Czarny Dino Thunder Ranger
- 2004: Super Robot Monkey Team Hyperforce Go! – Kapitan Shuggazoom
- 2003–2007: Kod Lyoko – Jim
- 2003–2004: Zakręceni gliniarze – Ace Anderson
- 2003: Power Rangers Ninja Storm – Hunter Bradley / Purpurowy Ranger
- 2003: Kot
- 2003: Robociki – Prążek
- 2003: Zapłata
- 2003: Sindbad: Legenda siedmiu mórz
- 2003: Opowieść o Zbawicielu – Natanel
- 2003: Warcraft III: The Frozen Throne (dodatek do gry) – Książę Kaelthas
- 2003: Piotruś Pan – Alf Murasz / Piraci
- 2003: El Cid – legenda o mężnym rycerzu – Fanez
- 2003: Wojownicze Żółwie Ninja –
  - Casey Jones,
  - jeden z Purpurowych Smoków (odc. 1),
  - Kirby (odc. 16),
  - jeden z Utromsów (odc. 26, 32, 34),
  - jeden z żołnierzy Federacji (odc. 27),
  - komandor Mozar (odc. 27, 52),
  - jeden z Triceratonów (odc. 29, 31),
  - Traximus (odc. 30, 50-52, 59),
  - strażnik w Japonii (odc. 33),
  - pan Mortu (jedna kwestia – błąd dubbingu, odc. 33),
  - jeden z żołnierzy (odc. 34, 76),
  - policjant (odc. 40),
  - reporter TV (odc. 40),
  - jeden z gangsterów (odc. 40),
  - członek gangu Mob (odc. 40),
  - mężczyzna w autobusie (odc. 41),
  - ninja, podwładny Karai (odc. 42),
  - Mroczny Assassyn (odc. 50),
  - Uzdrowiciel (odc. 51),
  - strażnik na Platformie Wojowników (odc. 51-52),
  - mieszkaniec Platformy Wojowników (odc. 51),
  - Monza Ram (odc. 56),
  - pracownik Bishopa (odc. 59),
  - nowojorczyk#3 (odc. 60),
  - Nikt (odc. 63),
  - pekiński naukowiec (odc. 67),
  - Bishop (odc. 70, 76-78),
  - przywódca Terrorokinetów (odc. 71)
  - alternatywny Casey Jones (odc. 71)
- 2003-2006: Xiaolin – pojedynek mistrzów – Chucky Choo
- 2002: Złap mnie, jeśli potrafisz
- 2002–2008: Kryptonim: Klan na drzewie – różne głosy:
  - Toaletor,
  - DestruktoTata,
  - Ojciec Numer 5 i Cree,
  - Moosk
- 2002–2007: Naruto –
  - Kaiza,
  - Gai Maito,
  - Zaku Abumi,
  - Asuma Sarutobi,
  - Czwarty Kazekage,
  - Shikaku Nara,
  - Jeden z Triady Moja (odc. 101)
- 2002−2006: Jimmy Neutron: mały geniusz –
  - Burmistrz Kwazar (odc. 2a),
  - Vins Loman 3000 (odc. 2b)
- 2002–2005: Co nowego u Scooby’ego?
- 2002: Krówka Mu Mu – Pan Mrówka
- 2001: Gothic – Wrzód, postacie poboczne
- 2001: Power Rangers Time Force –
  - Wes Collins,
  - Alex Drake
- 2001–2004: Bliźniaki Cramp – Brudny Joe (I i II seria), Agent X
- 2001–2004: Medabots – różne głosy (m.in. Pan Richards, Tom)
- 2001–2003: Strażnicy czasu – Buck Tuddrussel
- 2001: Maluchy spod ciemnej gwiazdki – Ed
- 2001: Gothic – Wrzód
- 2000−2003: X-Men: Ewolucja –
  - Szablozęby,
  - Nick Fury
- 1998−1999: Szalony Jack, pirat
- 1998−1999: Tajne akta Psiej Agencji – Właściciel Ralpha
- 1998−1999: Nowe przygody rodziny Addamsów
- 1998: Świąteczny bunt
- 1998: Teknoman
- 1998: Eerie, Indiana: Inny wymiar
- 1997: Księżniczka Sissi
- 1996–1998: Mała księga dżungli – Fred
- 1996: Kosmiczne Biuro Śledcze
- 1996: Ekstradycja 2 – Tajniak (rola Tomasza Traczyńskiego) (odc. 6)
- 1995–1996: Maska –
  - Gill,
  - Klakson
- 1994–1998: Spider-Man – Elektro
- 1994–1998: Świat według Ludwiczka – Pan Earl Grunevald (I i II seria)
- 1993: Podróż do serca świata
- 1993: Huckleberry Finn – Jim
- 1993: Opowieść o dinozaurach – Tata Bustera
- 1992: Tom i Jerry: Wielka ucieczka
- 1992: Nowe podróże Guliwera
- 1991-1997: Rupert – Pan Faron
- 1990: Pinokio
- 1989–1992: Karmelowy obóz
- 1987: Wielka ucieczka Misia Yogi
- 1984–1985: Tęczowa kraina
- 1972–1973: Nowy Scooby Doo
- 1972: Arka Yogiego – Lippy
- 1969–1970: Scooby Doo, gdzie jesteś?
- 1968–1969: Odlotowe wyścigi – Piękny Piotruś
- 1964: Miś Yogi: Jak się macie – Misia znacie?
- 1961–1962: Kocia ferajna
- 1960-1966: Flintstonowie